# Soortelijke warmte
De soortelijke warmte {\displaystyle c}, ook specifieke warmte of specifieke warmtecapaciteit geheten, is een grootheid {\displaystyle Q} die de hoeveelheid warmte beschrijft die nodig is om de temperatuur van een eenheidsmaat massa met een temperatuursinterval te verhogen. De soortelijke warmte kan uitgedrukt worden in J·kg−1·K−1 en is dan de benodigde hoeveelheid warmte-energie (in joule (J)) om 1 kilogram stof 1 kelvin (of graad Celsius) in temperatuur te doen stijgen.
Voor veel stoffen is de hoeveelheid warmte die nodig is voor een bepaalde temperatuurstijging bij benadering rechtevenredig met de grootte van die temperatuurstijging en met de massa. De soortelijke warmte is daarbij de evenredigheidsconstante.
In het algemeen, maar speciaal voor gassen, is er verschil in de benodigde hoeveelheid warmte bepaald bij constant volume ({\displaystyle c_{v}}) of bij constante druk ({\displaystyle c_{p}}). Bij ideale gassen is {\displaystyle c_{p}} 40% groter dan {\displaystyle c_{v}}. Dit komt doordat bij een isobare opwarming (constante druk) er arbeid wordt geleverd aan de omgeving, terwijl dit bij een isochore (constant volume) niet zo is. Bij isobare opwarming moet er dus meer energie aan het systeem worden geleverd om op te warmen, gezien een deel van die energie wordt gebruikt voor het leveren van de arbeid. De verhouding {\displaystyle c_{p}/c_{v}} wordt meestal aangeduid met een van de symbolen {\displaystyle k,\kappa } of {\displaystyle \gamma }.
De soortelijke warmte wordt meestal experimenteel bepaald. Soms kan ze ook berekend worden, maar dat is meestal erg ingewikkeld.

## Vergelijking
- De vergelijking die warmtehoeveelheid aan soortelijke warmte relateert, waarin de hoeveelheid substantie is uitgedrukt in massa, wordt gegeven door:

{\displaystyle Q=mc\Delta T}
{\displaystyle Q} (in joule) is de toegevoegde warmtehoeveelheid, {\displaystyle m} (in kg) is de massa van de substantie, {\displaystyle c} (in J·kg−1·K−1) is de soortelijke warmte en {\displaystyle \Delta T} (in K of °C) is de temperatuurverandering.
- Een tweede vergelijking specificeert warmtecapaciteit. Deze vergelijking ziet er als volgt uit:

{\displaystyle Q=C\Delta T}
{\displaystyle Q} is de toegevoegde warmtehoeveelheid, {\displaystyle C} is de warmtecapaciteit en {\displaystyle \Delta T} is de temperatuurverandering.

## Warmtecapaciteit
Met behulp van de soortelijke warmte ({\displaystyle c}) kan de warmtecapaciteit ({\displaystyle C}) van een bepaalde massa ({\displaystyle m}) stof berekend worden:
{\displaystyle C=mc}
Wanneer van een aantal stoffen samen (bijvoorbeeld een glas met water) de warmtecapaciteit berekend moet worden, dienen de afzonderlijke warmtecapaciteiten opgeteld te worden (in het voorbeeld dus {\displaystyle C=m_{g}c_{g}+m_{w}c_{w}}).
Let erop dat de hoofdletter {\displaystyle C} voor warmtecapaciteit staat en de kleine letter {\displaystyle c} voor soortelijke warmte.

## Inwendige vrijheidsgraden
De soortelijke  warmte hangt ten nauwste samen met de inwendige vrijheidsgraden (vibraties, rotaties, translaties, elektronovergangen) waarin de toegevoegde thermische energie terecht kan. Zijn er maar weinig vrijheidsgraden beschikbaar dan zal de temperatuur sneller omhoog gaan dan wanneer er veel zijn. Daarom heeft een vloeistof in de regel een hogere soortelijke warmte dan de overeenkomstige vaste stof, omdat de moleculen vrijer zijn zich te bewegen in de vloeistof.

## Tabel
Voor vaste stoffen en vloeistoffen zijn {\displaystyle c_{V}} en {\displaystyle c_{p}} (soortelijke warmte bij constant volume, respectievelijk constante druk) vrijwel aan elkaar gelijk. Voor gassen is dit niet het geval.
| Vaste stoffen en vloeistoffen | Vaste stoffen en vloeistoffen | Vaste stoffen en vloeistoffen  |
| Materiaal                     | Fasetoestand                  | Soortelijke warmte in J/(kg·K) |
| ----------------------------- | ----------------------------- | ------------------------------ |
| aluminium                     | vast                          | 880                            |
| brons                         | vast                          | 380                            |
| constantaan                   | vast                          | 410                            |
| diamant                       | vast                          | 502                            |
| ethanol                       | vloeistof                     | 2460                           |
| goud                          | vast                          | 129                            |
| grafiet                       | vast                          | 720                            |
| glycol                        | vloeistof                     | 2400                           |
| ijzer                         | vast                          | 448                            |
| koper                         | vast                          | 380                            |
| kwik                          | vloeistof                     | 139                            |
| natrium                       | vast                          | 1230                           |
| lithium                       | vast                          | 3582                           |
| messing                       | vast                          | 377                            |
| olie                          | vloeistof                     | ≈ 2000                         |
| water                         | vloeistof                     | 4186                           |
| water                         | vast (0 °C)                   | 2060                           |
Voor gassen is de soortelijke warmte onder constante druk of constant volume niet gelijk. Ook de temperatuur speelt een grote rol.
| Gassen          | Gassen            | Gassen                                               | Gassen                                               |
| Gas             | Temperatuur in °C | Soortelijke warmte {\displaystyle c_{V}} in J/(kg·K) | Soortelijke warmte {\displaystyle c_{p}} in J/(kg·K) |
| --------------- | ----------------- | ---------------------------------------------------- | ---------------------------------------------------- |
| argon           | 15                | 320                                                  | 523                                                  |
| helium          | 18                | 3160                                                 | 5139                                                 |
| koolstofdioxide | 20                | 650                                                  |                                                      |
| lucht           | 0-100             | 718                                                  | 1005                                                 |
| stikstof        | 0-200             | 743                                                  | 1040                                                 |
| waterdamp       | 100               | 1410                                                 | 2080                                                 |
| waterstof       | 16                | 10140                                                | 14320                                                |
| zuurstof        | 13-207            | 650                                                  |                                                      |
Uit deze tabel blijkt dat vele metalen, waaronder koper, aluminium en kwik, een lage soortelijke warmte hebben, wat betekent dat ze snel opwarmen bij toevoer van warmte, en weinig warmte kunnen opslaan. Water daarentegen heeft een zeer grote soortelijke warmte, waardoor het zeer geschikt is als een goedkoop warmtevoerend medium, zoals in systemen voor centrale verwarming.